# Davidsea attenuata
Genre
Espèce
Synonymes
- Bambusa attenuata Thwaites[2]
- Teinostachyum attenuatum (Thwaites) Munro[2]

Davidsea attenuata  est une espèce de plantes à fleurs monocotylédones de la famille des Poaceae, sous-famille des Bambusoideae, originaire d'Asie tropicale.  C'est l'unique espèce du genre Davidsea (genre monotypique).
Ce sont des bambous vivaces, cespiteux, à rhizomes courts (pachymorphes), aux tiges (chaumes) arquées pouvant atteindre 900 cm de long et aux inflorescences bractifères.
Cette espèce est endémique du Sri Lanka où elle n'est connue que dans les montagnes du centre de l'île.

## Étymologie
Le nom générique « Davidsea » est un hommage à Gerrit Davidse (1942–), botaniste et agrostologue américain d'origine néerlandaise.
L'épithète spécifique « attenuata » est un adjectif latin signifiant « amoindri, rétréci », en référence aux épillets étroits